# Henri II. de Montmorency

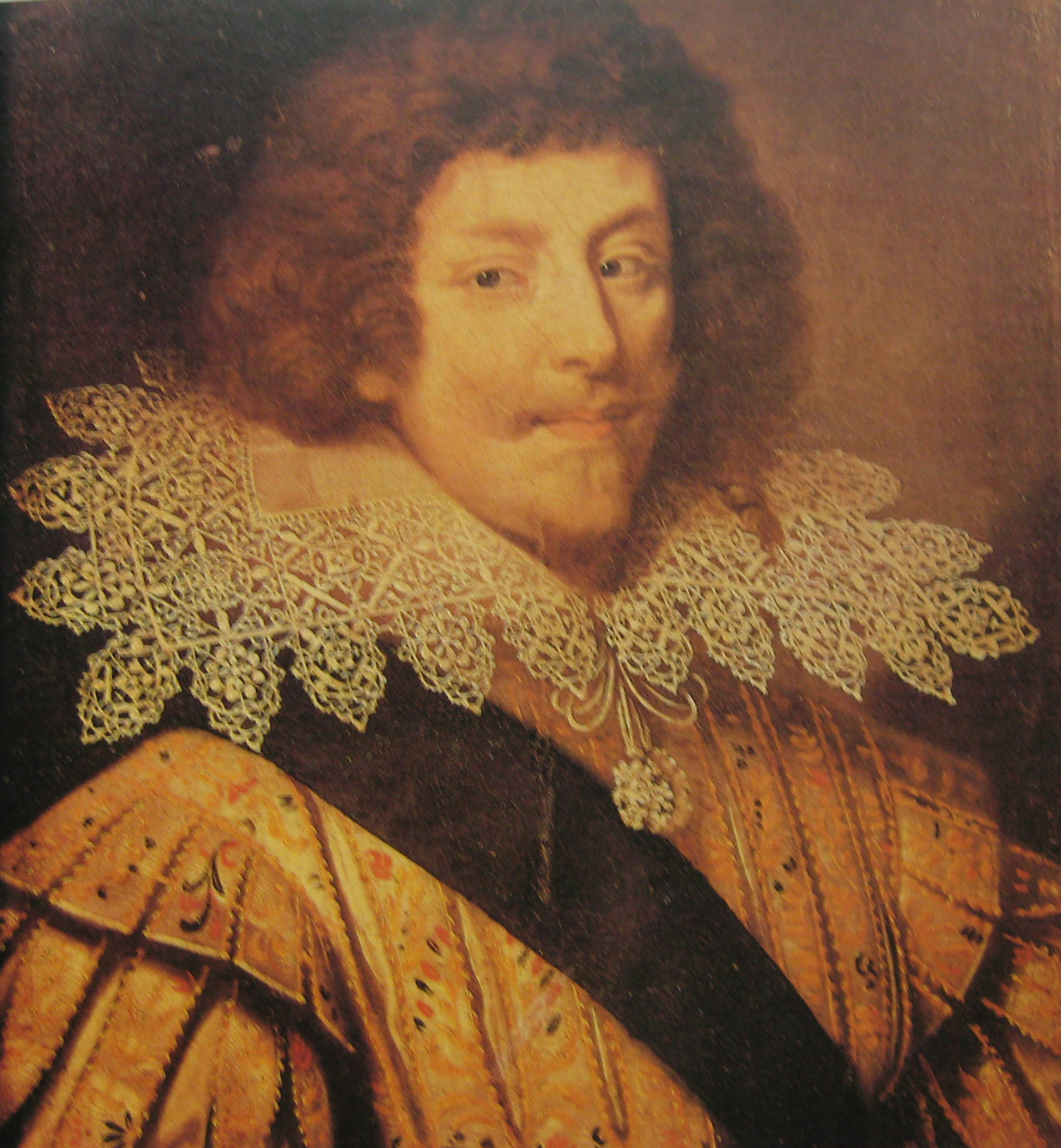
Henri II. de Montmorency

Henri II. de Montmorency (* 30. April 1595 im Schloss Chantilly; † 30. Oktober 1632 in Toulouse) war Herzog von Montmorency und bekleidete teils neben-, teils nacheinander die Posten eines Großadmirals von Frankreich, Marschalls von Frankreich, Vizekönigs von Neufrankreich und Gouverneurs des Languedoc. Mit ihm erlosch die direkte Linie des Adelsgeschlechts Montmorency.

## Leben

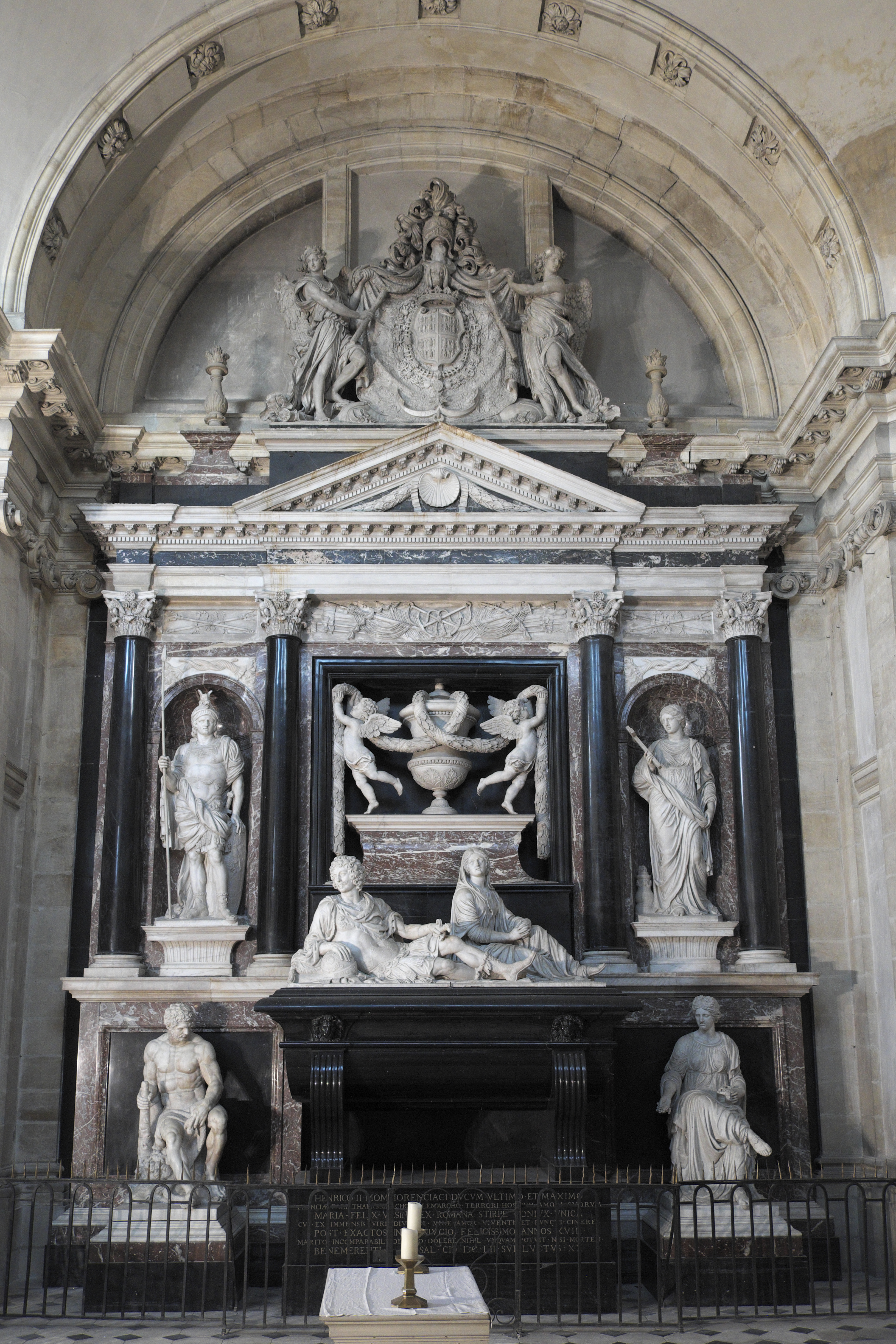
Grabmal des Herzogs Henrichs II. von Montmorency in der Chapelle de la Visitation in Moulins

Henri wurde als dritter und einziger überlebender Sohn Henri I. de Montmorency und dessen zweiter Frau Louise de Budos geboren. Als Namensgeber stand nicht nur sein Vater, sondern auch der französische König Heinrich IV. Pate, für den die Taufzeremonie auf den späten Termin des März im Jahr 1597 gelegt wurde, damit er teilnehmen konnte.
Unter Ludwig XIII. wurde Henri schon im Alter von 17 Jahren zum Admiral ernannt. Von 1623 bis 1626 war er Premier Gentilhomme de la Chambre du Roi. Er schlug 1625 die Flotte der französischen Protestanten unter Benjamin de Rohan und entriss 1625 den Verteidigern von La Rochelle die Inseln Ré und Oléron. Später kämpfte er siegreich im Piemont, nahm 1630 den General Doria gefangen und erhielt hierfür im selben Jahr den Marschallsstab.
Anfang 1632 beteiligte er sich an einem Aufstand von unzufriedenen Adeligen, darunter dem jüngeren Bruder des Königs, Jean-Baptiste Gaston, gegen Kardinal Richelieu und organisierte eine bewaffnete Erhebung in seiner Provinz, dem Languedoc. Er unterlag jedoch den königlichen Truppen am 1. September 1632 bei Castelnaudary, wurde verwundet und gefangen genommen.
Er wurde vom Parlement in Toulouse zum Tode verurteilt und am 30. Oktober dort hingerichtet. Sein Grabmal befindet sich in der Chapelle de la Visitation in Moulins.

## Ehe und Nachkommen
Im Alter von 13 Jahren heiratet er 1608 Jeanne Scépeaux, Gräfin von Chemillé. Der französische König Heinrich IV. versuchte, die Heirat zu verhindern, da er seine illegitime Tochter Catherine Henriette aus der Verbindung mit Gabrielle d’Estrées mit Henri verheiraten wollte. Die Ehe wurde am 29. April 1610 annulliert.
1612 heiratete Henri II. in zweiter Ehe Maria Felicia Orsini (französisch: Marie Félice des Ursins; 1599–1666), Tochter Virginios, Herzog von Bracciano, nachdem die Verlobung am 25. November des gleichen Jahres im Louvre stattgefunden hatte. Sie brachte die stattliche Summe von 300.000 Livres mit in die Ehe, die durch ein Geldgeschenk von Maria de’ Medici verdoppelt wurde. Die Ehe blieb jedoch kinderlos. 1633  wurde seine Schwester Charlotte-Marguerite zur Herzogin von Montmorency ernannt.